# Bojnik Dundee
Bojnik Dundee (Major Dundee) je američki western film iz 1965. godine. Redatelj mu je bio Sam Peckinpah a film je zapamćen po glavnim ulogama Charltona Hestona i Richarda Harrisa. Radnja filma se zbiva tijekom američkog građanskog rata kada dvojica časnika sa sukobljenih strana moraju zajedno progoniti skupinu Apača u Meksiko koji je pod francuskom okupacijom.

## Sadržaj
Krajem 1864. tijekom američkog građanskog rata, časnik konjice Unije, bojnik Amos Dundee (Heston) je razriješen dužnosti zbog nedefinirane taktičke pogreške (iako se implicira da je pokazao previše inicijative) u bitci kod Gettysburga, i poslan je zapovjedati zarobljeničkim logorom Fort Benlin u teritoriju Novi Meksiko. Nakon što je obitelj rančera masakrirana od strane glavnog Apačkog ratnog vođe pod nazivom Sierra Charriba (Michael Pate), Dundee grabi priliku za slavu, podižući svoju privatnu vojsku od vojnika Unije (crnih i bijelih), konfederalnih zatvorenika kojima je na čelu njegov bivši prijatelj i suparnik (iz dana na West Pointu) satnik Benjamin Tyreen (Richard Harris), nekoliko indijanskih izviđača, i bande plaćenika i civila; i ilegalno slijedeći Charribu u Meksiko.

## Uloge
- Charlton Heston - bojnik Amos Charles Dundee.
- Richard Harris - satnik Benjamin Tyreen.
- Jim Hutton - poručnik Graham, uštogljeni, neiskusni topnik.
- James Coburn - Samuel Potts, civilni vodič ekspedicije.
- Michael Anderson, Jr. - vojnik Tim Ryan, trubač.
- Senta Berger - Teresa Santiago, žena austrijskog doktora, liječnica u meksičkom selu.
- Mario Adorf - narednik Gomez, Dundeejev odan čovjek.
- Brock Peters - Aesop, vođa male grupe crnih vojnika u Fort Benlinu
- Warren Oates - O.W. Hadley, neodgovorni konfederalni vojnik. Dezertira, ali ga uhvate i pogubi ga Tyreen.
- Ben Johnson - narednik Chillum, Tyreenova desna ruka.
- R.G. Armstrong - velečasni Dahlstrom, svećenik koji se pridružuje ekspediciji da osveti smrt svojih vjernika.
- L.Q. Jones - Arthur Hadley, O.W.-ov brat.
- Slim Pickens - Wiley, pijani gonič mula.
- Dub Taylor - Benjamin Priam, kradljivac konja unovačen iz zatvora Fort Benlina.
- John Davis Chandler - Jimmy Lee Benteen, rasistički konfederalni vojnik koji izazove borbu s Aesopom.
- Karl Swenson - satnik Frank Waller, Dundeejev zamjenik u Fort Benlinu.
- Albert Carrier - satnik Jacques Tremaine, zapovjednik francuskih konjanika koji progone Dundeejeve ljude.
- Michael Pate - Sierra Charriba, vođa plemena koje terorizira bijele doseljenike na obje strane granice.
- Jose Carlos Ruiz - Riago, "kršteni Indijanac", izviđač čija je odanost upitna
- Begonia Palacios - Linda, mlada Meksikanka koja pomaže Teresi i ima kratku vezu s Ryanom.
- Aurora Clavel - Melinche, Indijanka u Durangu koja liječi Dundeeja i on ju poslije zavede.
- Enrique Lucero - doktor Aguilar, koji operira Dundeeja u Durangu.
- Francisco Reiguera - stari Apač, poslan da odvede Dundeeja u zamku.